# Portret młodego mężczyzny w pracowni
Portret młodego mężczyzny w pracowni – obraz autorstwa Lorenza Lotta namalowany około 1530–1532 roku.
Obraz aż do 1907 roku był własnością hrabiego Edoarda dell Rovere z Treviso. Później został zakupiony przez Gallerie dell’Accademia. Jego tematem jest młody mieszczanin, biorąc pod uwagę jego strój, raczej zamożny być może będący księgowym lub kupcem. Świadczyć o tym może otwarta księga rejestrowa. Za jego plecami na gwoździu wiszą utracone symbole jego młodości, będące również dowodem wysokiego poziomu życia. Są to lutnia i róg myśliwski. Sama postać młodzieńca została uchwycona w niestatycznej pozie, która zapowiada ruch, wyrażający niepokój lub niepewność.
Omawiany portret Lotta, który w swych dziełach sprzeciwiał się „giorgionowskiemu stylu malarskiemu”, a w jego sztuce widoczne są wpływy Antonella de Messiny oraz grafik Dürera, uważany jest za najlepszy jego portret będący zarazem pierwszym przykładem portret psychologicznego.